# Petr Dlask
Petr Dlask (Kosmonosy, Bohèmia Central, 20 d'octubre de 1976) és un ciclista txec, especialista en el ciclocròs.
El 2013 va ser suspès durant dos anys per l'ús de clenbuterol.

## Palmarès
- 1999-2000
  -  Campió de Txèquia en ciclocròs
- 2000-2001
  -  Campió de Txèquia en ciclocròs
- 2002-2003
  -  Campió de Txèquia en ciclocròs
- 2005-2006
  -  Campió de Txèquia en ciclocròs
- 2006-2007
  -  Campió de Txèquia en ciclocròs